# Татарские Сугуты
Тата́рские Сугу́ты (чув. Тутар Сӑкӑчӗ, тат. Татар Согыты) — деревня в Батыревском муниципальном округе Чувашской Республики России.

## История
Деревня Татарские Сугуты — в прошлом в Шигирданской волости Буинского уезда Симбирского уезда. Д. Татарские Сугуты основана в первой половине 1600 гг. Её основателями являлись мишаре — служилые люди, призванные для несения сторожевой службы в Карлинской засечной черте. 
В 1780 году при создании Симбирского наместничества, существовали две деревни: деревня Сугут, служилых татар, тут же деревня Малой Сугут, служилых татар, которые вошли в состав Буинского уезда.
С 1796 года деревня Татарские Сугуты входила в состав Батыревской волости Буинского уезда Симбирской губернии, в которой находилась: магометанская мечеть.
Как видно из Памятной книги Симбирской губернии на 1868 г., в д. Татарские Сугуты тогда было 165 дворов, проживало 494 мужчины и 490 женщин. 
Ко времени подворной переписи Симбирской губернии 1911 г. количество крестьянских хозяйств увеличилось до 353, лиц мужского пола стало 976, женского пола 960. В деревне мечеть вновь открылась в 1994 г. Первый медресе открыто в 1882 г. В 1913 г. медресе имелись при всех 3 мечетях. Школа, ставшая после 1917 г. светской — школа первой ступени.
Татарско-Сугутская средняя школа открыта в 1910 г. До 1927 г. существовала как начальная, с 1932 г. — семилетняя, с 1958 г. — восьмилетняя, с 1978 г. — средняя. В настоящее время обучается 174 учащихся.
Татарско-Сугутская сельская библиотека открыта в апреле 1965 г. Читателей — более 800. Книжный фонд — 13 750 экз. Татарско-Сугутский СДК открылся в 1964 г, в 2019 был открыт новый двухэтажное здание СДК. Изба-читальня в Татарских Сугутах появилась в первой половине 30-х гг. Татарско-Сугутский ФАП открыт в 1940 г. Расстояние до районной центральной больницы — 20 км.
Колхоз «Правда» образован 31 июля 1931 г. в составе 7 хозяйств, в 1935 г. — 254 хозяйства. Имелась молочно-товарная ферма на 90 голов. В начале 1960 г. получил другое название — колхоз «Алга». В начале 70-х годов заложили фундамент Свино-товарной фермы. До этого были деревянные здания Овцеводческой товарной фермы и Конетоварной фермы, позже появились кирпичные здания Молочно-товарной фермы, также имелся свой Машино-тракторный парк.
С 1993 по 2005 гг. образовалось 15 крестьянско-фермерских хозяйств. В 2004 г. образовался СХПК «Тат. Сугутский».

## Органы власти

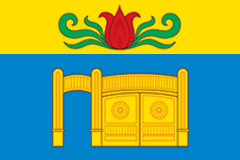
Флаг сельского поселения

В рамках организации местного самоуправления с 2004 по 2022 гг. в границах села существовало муниципальное образование Татарско—Сугутское сельское поселение . Упразднено законом от 29 марта 2022 года в рамках преобразования муниципального района со всеми входившими в его состав поселениями путём их объединения в муниципальный округ . С 1 января 2023 года функционирует Татарско—Сугутский территориальный отдел .

## Достопримечательности
В деревне есть три мечети: Центральная им. Миннетулы Валиуллова, Красная Мечеть, Новая мечеть им. Ахуна Велиуллы хазрата. Также имеется памятник погибшим воинам в Великой Отечественной войне.

## Население
| 2010  | 2012  | 2013  | 2014  | 2015  | 2016  | 2017  |
| ----- | ----- | ----- | ----- | ----- | ----- | ----- |
| 1290  | ↘1250 | ↘1218 | ↘1187 | ↗1188 | ↘1162 | ↘1134 |
| 2018  | 2019  | 2020  | 2021  |       |       |       |
| ↘1115 | ↘1102 | ↗1103 | ↘1075 |       |       |       |

## Земельные ресурсы
1. Татарско-Сугутское сельское поселение имеет всего 1856 га, из них сельхозугодий — 1767 га, пашни — 1566 га, пастбища — 201 га.
2. Крестьянско-фермерские хозяйства — 90 га,
3. Личные подсобные хозяйства — 427 га